# Comunicaciones por satélite
En las comunicaciones por satélite, las señales directas son enviadas y recibidas en el espacio por satélites artificiales situados en órbita alrededor de la Tierra.
Un satélite actúa como un repetidor situado en el espacio: recibe las señales enviadas desde la estación terrestre y las reemite a otro satélite o de vuelta a los receptores terrestres. En realidad hay dos tipos de satélites de comunicaciones: solo que es más conocida como comunicaciones satélites. 
- Satélites pasivos. Se limitan a reflejar la señal recibida sin llevar a cabo ninguna otra tarea.

- Satélites activos. Amplifican las señales que reciben antes de reemitirlas hacia la Tierra. Son los más habituales.[cita requerida] Satélites y sus órbitas Los satélites son puestos en órbita mediante cohetes espaciales que los sitúan circundando la Tierra a distancias relativamente cercanas fuera de la atmósfera.

## Satélites y sus órbitas
Los satélites son puestos en órbita mediante cohetes espaciales que los  sitúan circundando la Tierra a distancias relativamente cercanas fuera de la atmósfera. Los tipos de satélites según sus órbitas son:
- Satélites órbita
- (Low Earth Orbit, órbita terrestre baja). Orbitan la Tierra a una distancia de 160-2000 km  y su velocidad les permite dar una vuelta al mundo en 90 minutos. Se usan para proporcionar datos geológicos sobre movimiento de placas terrestres y para la industria de la telefonía por satélite.
- Satélites MEO (Medium Earth Orbit, órbita terrestre media). Son satélites con órbitas medianamente cercanas, de unos 10 000 km. Su uso se destina a comunicaciones de telefonía y televisión, y a las mediciones de experimentos espaciales.
- Satélites HEO (Highly Elliptical Orbit, órbita muy elíptica). Estos satélites no siguen una órbita circular, sino que su órbita es elíptica. Esto supone que alcanzan distancias mucho mayores en el punto más alejado de su órbita. A menudo se utilizan para cartografiar la superficie de la Tierra, ya que pueden detectar un gran ángulo de superficie terrestre.
- Satélites GEO (Geosynchronous Equatorial Orbit, órbita geoestacionaria). Tienen una velocidad de traslación igual a la velocidad de rotación de la Tierra, lo que supone que se encuentren suspendidos sobre un mismo punto del globo terrestre. Por eso se llaman satélites geoestacionarios. Para que la Tierra y el satélite igualen sus velocidades es necesario que este último se encuentre a una distancia fija de 35 800 km sobre el Ecuador. Se destinan a emisiones de televisión y de telefonía, a la transmisión de datos a larga distancia, y a la detección y difusión de datos meteorológicos.

## Antenas parabólicas
Las antenas utilizadas preferentemente en las comunicaciones vía satélites son las antenas parabólicas, cada vez más frecuentes en las terrazas y tejados de nuestras ciudades. Tienen forma de parábola y la particularidad de que las señales que inciden sobre su superficie se reflejan e inciden sobre el foco de la parábola, donde se encuentra el elemento receptor.
Son antenas parabólicas de foco primario. Es importante que la antena esté correctamente orientada hacia el satélite, de forma que las señales lleguen paralelas al eje de la antena. Son muy utilizadas como antenas de instalaciones colectivas.
Una variante de este tipo de antena parabólica es la antena offset; este tipo de antena tiene un tamaño más reducido, y obtiene muy buen rendimiento. La forma parabólica de la superficie reflectante hace que las señales, al reflejarse, se concentren en un punto situado por debajo del foco de parábola. Por sus reducidas dimensiones se suelen utilizar en instalaciones individuales de recepción de señales de TV y datos vía satélite.
Otro tipo particular es la antena Cassegrain, que aumenta la eficacia y el rendimiento respecto a las anteriores al disponer de dos reflectores: el primario o parábola más grande, donde inciden los haces de señales es un primer contacto, y un reflector secundario (subreflector).
El acceso a Internet a través de satélite se consigue con las tarjetas de recepción de datos vía satélite. El sistema de conexión que generalmente se emplea es un híbrido de satélite y teléfono. Hay que tener instalada una antena parabólica digital, un acceso telefónico a Internet (utilizando un módem RTC, RDSI, ADSL o por cable), una tarjeta receptora para PC, un software específico y una suscripción a un proveedor de satélite.
Utilización de la línea telefónica estándar es necesaria para la emisión de peticiones a Internet ya que el usuario (salvo en instalaciones especiales) no puede hacerlas directamente al satélite.

## Internet por satélite
Con el canal ascendente  las peticiones (páginas web, envío de correos electrónicos, etc) a través de un módem de RTC, RDSI, ADSL o por cable, dependiendo de tipo de conexión del que se disponga. Estas peticiones llegan al proveedor de Internet que los transmite al centro de operaciones de red y que a su vez dependerá del proveedor del acceso vía satélite. Los datos se envían al satélite que los transmitirá por el canal descendiente directamente al usuario a unas tasas de transferencia de hasta 400 Gbytes/s.
Local Multipoint Distribution System (LMDS) es un sistema de comunicación inalámbrica de punto a multipunto, que utiliza ondas radioeléctricas a altas frecuencias, en torno a 28 y 40 GHz. Con estas frecuencias y al amplio margen de operación, es posible conseguir un gran ancho de banda de comunicaciones, con velocidades de acceso que pueden alcanzar los 8 Mbps.
Este sistema de conexión da soporte a una gran variedad de servicios simultáneos: televisión multicanal, telefonía, datos, servicios interactivos multimedia.
La arquitectura de red LMDS consiste principalmente de cuatro partes: centro de operaciones de la red (NOC), infraestructura de fibra óptica, estación base y equipo del cliente (CPE).
El Centro de Operaciones de la Red (Network Operation Center – NOC) contiene el equipo del Sistema de Administración de la Red (Network Management System – NMS) que está encargado de administrar amplias regiones de la red del consumidor.
La infraestructura basada en fibra óptica, típicamente consiste de Redes Ópticas Síncronas (SONET), señales ópticas OC-12, OC-3 y enlaces DS-3, equipos de oficina central (CO), sistemas de conmutación ATM e IP, y conexiones con la Internet y la Red Telefónica Pública (PSTNs).
En la estación base es donde se realiza la conversión de la infraestructura de fibra a la infraestructura inalámbrica.
El sistema opera así, en el espacio local mediante las estaciones base y las antenas receptoras usuarias, de forma bidireccional. Se necesita que haya visibilidad directa desde la estación base hasta el abonado, por lo cual pueden utilizarse repetidores si el usuario está ubicado en zonas sin señal.
Los costes de reparación y mantenimiento de este tipo de conexión son bajos, ya que al ser la comunicación por el aire, la red física como tal no existe. Por tanto, este sistema se presenta como un serio competidor para los sistemas de banda ancha.